# MetLife
MetLife, Inc. er holdingselskab for Metropolitan Life Insurance Company, der er et amerikansk multinationalt forsikringsselskab. Deres forsikringsprodukter, hvor det vigtigste er livsforsikring, kan købes i 60 lande og de har 90 mio. kunder. Virksomheden blev etableret 24. marts 1868.